# Pacific Links Hawai'i Championship
Het Pacific Links Hawai'i Championship is een jaarlijks golftoernooi in de Verenigde Staten, dat deel uitmaakt van de Champions Tour. Het vindt sinds 2012 telkens plaats op de Kapolei Golf Course in Kapolei, Hawaï.
Het toernooi wordt gespeeld in een strokeplay-formule met drie ronden en er is geen cut.

## Geschiedenis
In 2012 werd het toernooi opgericht als het Pacific Links Hawai'i Championship en de eerste editie werd gewonnen door de Amerikaan Willie Wood. Sinds de oprichting wordt het toernooi georganiseerd in de maand september.

## Winnaars
| Jaar | Winnaar                  | Score | Score | Info                            |
| ---- | ------------------------ | ----- | ----- | ------------------------------- |
| 2012 | Willie Wood              | 202   | –14   |                                 |
| 2013 | Mark Wiebe po            | 205   | –11   | Won de play-off van Corey Pavin |
| 2014 | n.n.b. (19-21 september) |       |       |                                 |

| Toernooirecord |  | po = winnaar na play-off |